# William Oughtred
William Oughtred (5 tháng 3,1574 - 20 tháng 6,1660) là một nhà toán học người Anh. Ông là người đầu tiên sử dụng thước logarit để thực hiện các phép nhân và chia trực tiếp, trong một thiết bị có thể xem là một máy tính cơ đơn giản, thước trượt, vào năm 1622. Ông cũng là người đưa ra ký hiệu "×" và cách viết tắt "sin", "cos" cho các từ "sine", "cosine". Ông cũng có mối đam mê dành cho thuật chiêm tinh và giả kim.